# Windmills
Windmills is het eerste soloalbum van de Amerikaanse countryrockartiest Rick Roberts. De muziek werd opgenomen in de Sunset Sound Studios in Los Angeles nadat Roberts' band The Flying Burrito Brothers werd opgeheven. Het liedje "In My Own Small Way" is eerder door die band opgenomen. Het album werd in 1972 door A&M Records uitgebracht.

## Nummers
Alle muziek en teksten zijn geschreven door Roberts, tenzij anders aangegeven. 
| Nr. | Titel                       | Schrijver(s)  | Duur |
| --- | --------------------------- | ------------- | ---- |
| 1.  | Deliver Me                  |               | 4:51 |
| 2.  | Davy McVie                  |               | 3:45 |
| 3.  | In My Own Small Way         |               | 2:57 |
| 4.  | Sail Away                   |               | 7:17 |
| 5.  | Two Lovely Women            |               | 4:39 |
| 6.  | In a Dream                  |               | 4:12 |
| 7.  | Drunk and Dirty             |               | 3:42 |
| 8.  | Pick Me Up on Your Way Down | Harlan Howard | 2:53 |
| 9.  | Jenny's Blues               |               | 3:46 |

## Personeel
- Rick Roberts - zang, akoestische gitaar
- Lee Sklar - basgitaar
- Byron Berline - fiddle
- Mike Utley - orgel
- Joe Lala - percussie
- Bernie Leadon - zang en gitaar op "Deliver Me" en zang en banjo op "In My Own Small Way"
- Don Henley - drums, zang op "Deliver Me" en "Davy McVie"
- Randy Meisner - basgitaar op "Deliver Me", "In My Own Small Way" en "In a Dream"

- Marc Benno - gitaar op "Two Lovely Women" en "Drunk and Dirty"
- David Crosby - zang op "In a Dream"
- Al Perkins - steelgitaar, elektrische gitaar op "Drunk and Dirty"
- Chris Hillman - basgitaar op "Drunk and Dirty"
- Dallas Taylor - drums op "Drunk and Dirty"
- Jackson Browne - zang op "Drunk and Dirty"
- Mother Hen (Jane Getz) - piano, zang op "Pick Me Up on Your Way Down"